# Mercado del Ensanche (Pamplona)
El Mercado del Ensanche, o Mercado Nuevo, es uno de los tres mercados de abastos existentes en Pamplona, capital de Navarra. Está ubicado en el Segundo Ensanche y ocupa todo el interior de la planta baja de una manzana entera, en un edificio compartido con viviendas municipales (72), en las tres plantas superiores, y con locales comerciales en bajeras exteriores de la planta baja, orientadas a las cuatro calles que delimitan la manzana. Tiene accesos al interior por las cuatro esquinas formadas por las intersecciones de la calle Amaya, calle Tafalla, calle Olite y calle Felipe Gorriti. Además existe también un local de hostelería utilizado por el restaurante "El Mercao", incluido en la categoría Bib Gourmand de la Guía Michelin.

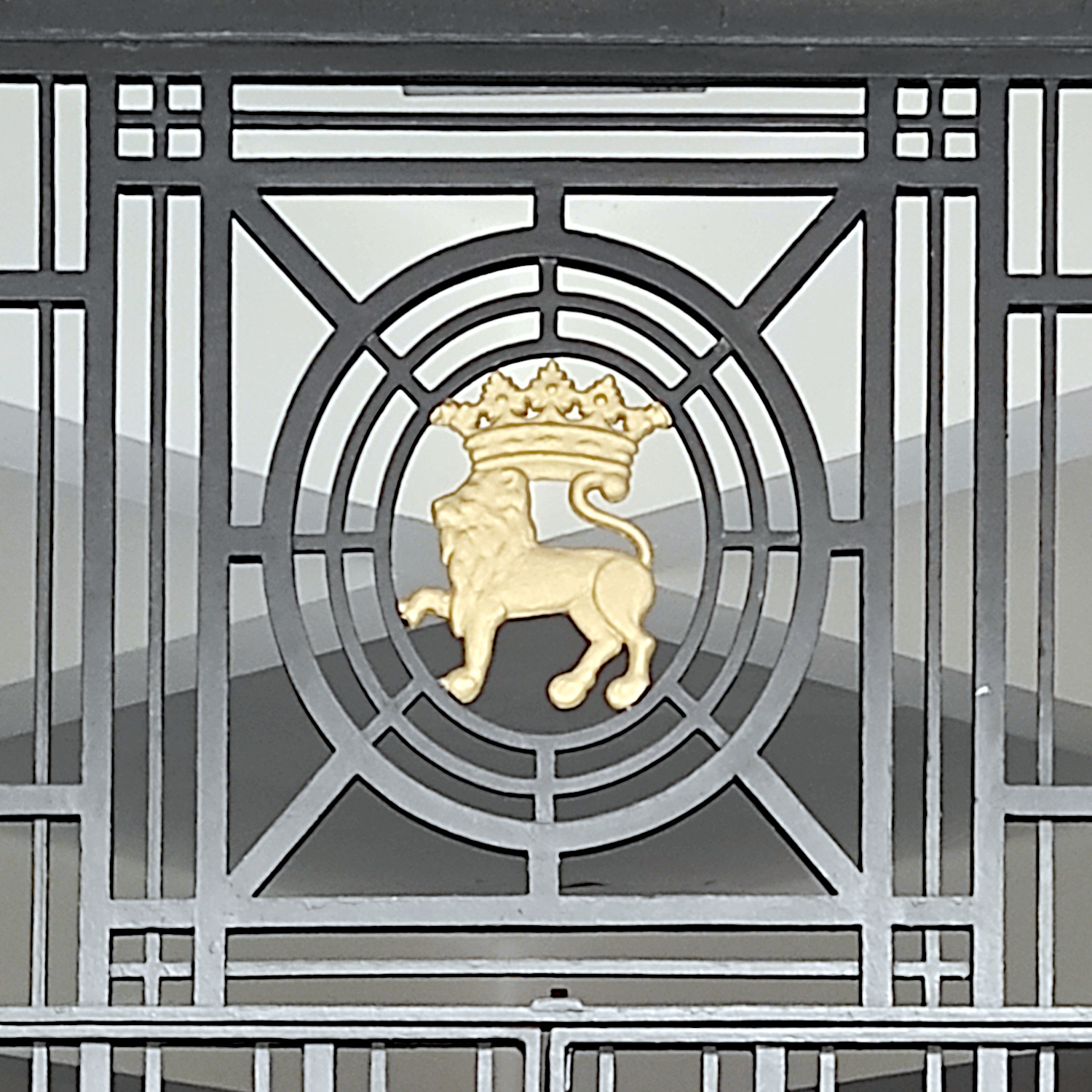
Escudo de Pamplona
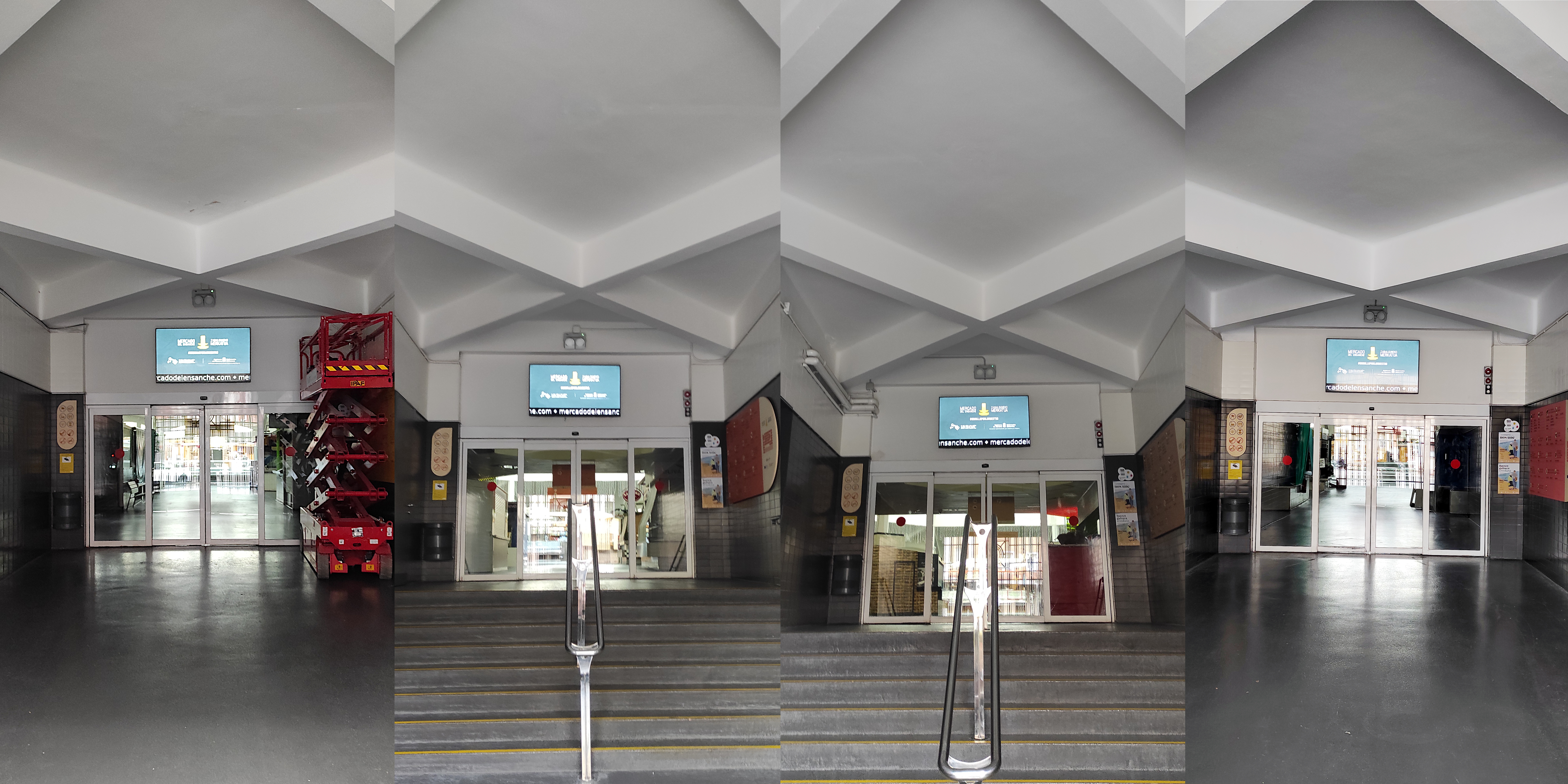
Accesos al interior al Mercado del Ensanche (Pamplona)
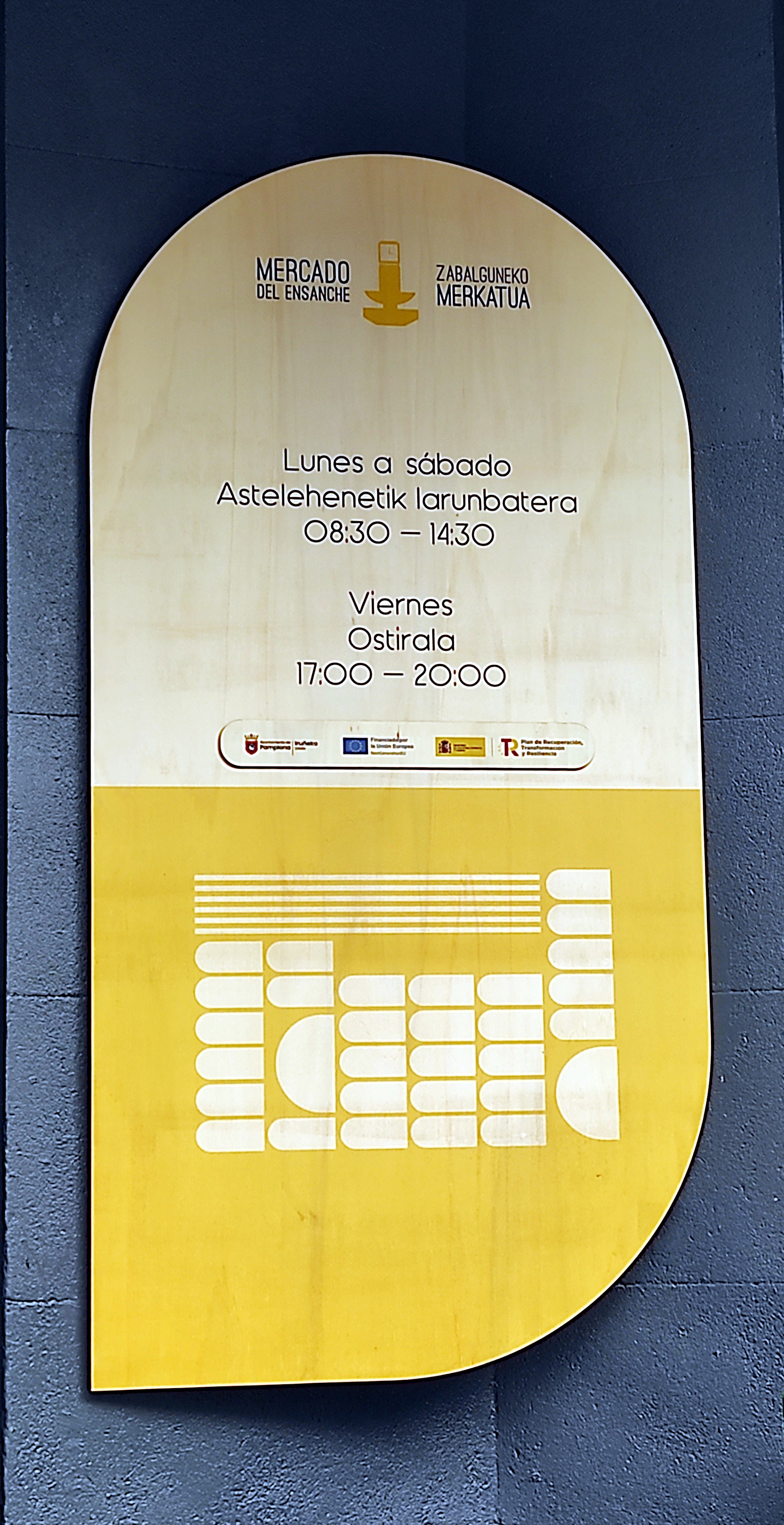
Horarios de apertura

## Descripción
Es el mayor de los tres por extensión ocupada (2.600 m2) y número de puestos de venta (74), y el segundo en crearse, entre 1944-1948, tras el Mercado de Santo Domingo. El tercero de los mercados, y el más pequeño, está situado en el barrio de Ermitagaña.
Su espacio útil se articula en torno a una fuente prismática con reloj formando un geometría cuadrangular y concéntrica donde los puestos se agrupan según los productos que venden. Está gestionado por la sociedad pública Comercios Minoristas de Pamplona, Comiruña S.A.El edificio, además, está catalogado en Grado III sobre edificios de interés histórico arquitectónico. Fue inaugurado el 7 de abril de 1948 por el gobernador civil de Navarra, Juan Junquera, y el alcalde de Pamplona, José Iruretagoyena Solchaga.